# Aristolochia peruviana
Aristolochia peruviana är en piprankeväxtart som beskrevs av Oswald Schmidt. Aristolochia peruviana ingår i släktet piprankor, och familjen piprankeväxter. Inga underarter finns listade i Catalogue of Life.